# Переулок Лодыгина (Санкт-Петербург)
Переулок Лоды́гина — переулок в Адмиралтейском районе Санкт-Петербурга. Проходит от Рижского проспекта до Курляндской улицы.

## История названия
Первоначальное название Кузнечный переулок известно с 1798 года, дано по находившейся рядом кузнице. Параллельно существовали названия Кузнечная улица и Кузнецкий переулок. 5 марта 1871 года присвоено наименование Таракановский переулок, дано по находившимся поблизости 2-му и 3-му Таракановским мостам через речку Таракановку (ныне на её месте находится улица Циолковского).
Современное название Переулок Лодыгина дано 15 декабря 1952 года в честь русского электротехника А. Н. Лодыгина, создателя лампы накаливания.

## История
Переулок возник во второй половине XVIII века.